# علم نفس الجماعة
علم نفس الجماعة هو مجال بحثي يدرس وضع الفرد في سياق الجماعة بشكل خاص والمجتمع بشكل عام والعلاقة بين الفرد والجماعة التي ينتمي اليها. يسعى عالم النفس الجماعي إلى فهم درجة جودة حياة الافراد والجماعات والمجتمعات، وبالتالي، تحسين هذه الجودة من خلال البحث والعمل التضافري.
يوظف علم نفس الجماعة وجهات نظر متعددة من داخل علم النفس ومن خارجه لمعالجة مواضيع الجماعة والعلاقات بينهم وربطها بتصرفات وسلوكيات الافراد.
ومن مجالات العلوم المرتبطة به علم النفس البيئي، وعلم النفس المحيطي وعلم النفس عبر الثقافة وعلم النفس الاجتماعي والعلوم السياسية والصحة العمومية وعلم الاجتماع والخدمة الاجتماعية وعلم الإنسان التطبيقي وتنمية المجتمع.
انبزغ علم نفس الجماعة من حركات صحة العقل الجماعي وتطور بشكل كبير عندما قام الممارسون الرواد بدمج ما وصلوا اليه من معرفة حول الهيكليات السياسية والمجتمعية بمافهيم متعلقة بخدمة العملاء.

## جمعية البحوث الجماعية والعمل
القسم 27 من جمعية علم النفس الأمريكية هو قسم علم نفس الجماعة، ويُطلق عليه جمعية البحوث الجماعية والعمل «إس سي آر إيه». وتتمثل مهامها فيما يلي:
جمعية البحوث الجماعية والعمل هي منظمة دولية متخصصة بتقديم النظريات والأبحاث والأعمال الاجتماعية. يلتزم أعضاؤها بتعزيز الصحة وتقويتها ومنع حدوث المشاكل بين الجماعات والمجموعات والأفراد. تقدم الجمعية الخدمات للعديد من التخصصات المختلفة التي تركز على البحوث الجماعية والعمل.
يحوي موقع الجمعية على الإنترنت مصادر لتعليم علم نفس الجماعة وتعلمه، ومعلومات عن الأحداث المتعلقة بمجال البحث والعمل وعن كيفية المشاركة، بالإضافة إلى معلومات عن الأعضاء وعن برامج علم النفس للخريجين وطلاب المرحلة الجامعية الأولى.

## تاريخ علم نفس الجماعة في الولايات المتحدة
في الخمسينيات والستينيات من القرن العشرين، ساهمت العديد من العوامل في ظهور علم نفس الجماعة في الولايات المتحدة، ومن هذه العوامل:
الانتقال من الممارسات المحافظة اجتماعيًا التي تركز على الرعاية الصحية للفرد وعلى مجال علم النفس إلى فترة متقدمة مختصة بقضايا الصحة العامة وطرق الوقاية والتغيير الاجتماعي الذي أعقب الحرب العالمية الثانية، وازداد اهتمام علماء النفس الاجتماعيين بالتحيز العرقي والديني والفقر والقضايا الاجتماعية الأخرى.
الحاجة الملموسة لعلاج الأمراض العقلية على نطاق واسع للجنود القدماء.
تساؤل علماء النفس عن قيمة العلاج النفسي لوحده في علاج الأعداد الكبيرة من الأشخاص المصابين بالأمراض العقلية.
إنشاء مراكز جماعية للصحة النفسية وإخراج الأفراد المصابين بأمراض عقلية من نظام المؤسسة وإخراطهم في مجتمعاتهم.

### مؤتمر سوامسكوت
في عام 1965، التقى العديد من علماء النفس لمناقشة مستقبل الصحة العقلية الجماعية، ولمناقشة مسألة التورط بمشاكل الصحة العقلية فقط بدلًا من مشاكل المجتمع بشكل عام. يُعتبر مؤتمر سوامسكوت منشأ علم نفس الجماعة. في تقرير نُشر عن المؤتمر، يدعو علماء النفس إلى أن يكونوا نشطاء سياسيين وعاملين في التغيير الاجتماعي ومشاركين متفهمين.

## النظريات والمفاهيم والقيم في علم نفس الجماعة

### مستويات التحليل البيئية
طور جيمس كيلي (1966، تريكيت، 1984) مقارنة بيئية تُستخدم لفهم الطرق التي تترابط فيها البيئات والأفراد. على عكس الإطار البيئي الذي طوره برونفبرينر في عام 1979، لم يكن تركيز إطار كيلي على كيفية تأثير مستويات البيئة المختلفة على الفرد بل على فهم كيفية عمل الجماعات البشرية، واقترح كيلي أن هنالك أربع مبادئ مهمة تحكم الناس في البيئة:
- التلاؤم: أي أن ما يفعله الأفراد هو فعل تلاؤمي نابع من متطلبات الوسط المحيط. وهي عملية ذات اتجاهين: يتلاءم الأفراد مع القيود والعقبات ومع نوعية البيئة، بينما تتلاءم البيئة مع أفرادها.[8] فمثلًا عندما يتلاءم الأفراد ويتكيفون مع متطلبات وظيفة جديدة، فإنهم سوف يتكيفون مع البيئة الجديدة عليهم عبر تعلّم أو اكتساب المهارات الضرورية التي قد يحتاجونها لأداء مهامهم بشكل جيد. في الجانب البيئي من التكيف، يمكننا أن نتخيل الظروف المختلفة التي تتعلق بالأسرة، مثل ولادة طفل جديد أو وظيفة جديدة للوالدين أو عند التحاق الأطفال بالمدرسة أو عند انتقالهم من المنزل، وفي كل هذه الأمثلة يكون التأقلم البيئي ضروريًا حسب التغييرات التي تحدث مع الأفراد.[9]

- التعاقب أو التتابع: لكل مكانٍ تاريخه المكون من التراكيب والقواعد والمواقف والسياسات الحالية، ويجب على أي تداخل في المكان أن يقدر قيمة هذا التاريخ ويفهم سبب وجود المنظومة الحالية بالشكل الذي تظهر عليه. ينطبق هذا المبدأ على العائلات والمنظمات والجماعات، ومن ناحية أخرى، لزوم ملاحظة التعاقب وفهمه في هذه الوحدات يعني أنّ علماء النفس يجب أن يفهموا تاريخ تلك الوحدة (الأسرة أو المنظمة أو الجماعة) قبل محاولة تنفيذ خطة التداخل.[10]

- تدوير الموارد: تحوي كل بيئة مجموعة من الموارد التي يجب تحديدها وإمكانيات لتطوير موارد جديدة، ويشدد منظور الموارد على التركيز على قوة الأفراد والمجموعات والمؤسسات وقدراتهم الموجودة في البيئة، واحتمال كبير أن تنجح التداخلات إذا اعتمدت على القدرات الحالية بدلًا من إدخال تقنيات خارجية جديدة للتغيير. توجد موارد شخصية تتضمن المواهب أو القدرات أو التخصصات الفردية، وأيضًا هنالك موارد اجتماعية مثل المعايير أو المعتقدات أو القيم المشتركة، ويمكن بالإضافة إلى ذلك اعتبار مناظر البيئة الطبيعية بمثابة موارد، مثل أماكن الراحة الهادئة والمكتبات وغيرها من ميزات المكان على وجه الخصوص.[11]

- الاعتماد المتبادل: البيئات عبارة عن أنظمة وأي تغيير في جانب واحد من البيئة سيكون له عواقب على الجوانب الأخرى، لذلك أي تداخل يحتاج إلى توقع تأثيره على البيئة بأكملها والاستعداد لعواقبه غير المقصودة. إذا أردنا أن نأخذ مثالًا من العالم الحقيقي، لننظر إلى المدرسة التي تتضمن أجزاؤها المترابطة ما يلي: الطلاب والمعلمون والإداريون وأولياء أمور الطلاب وأعضاء الهيئة التدريسية والموظفون (أمناء السر وعمال النظافة والمستشارون والممرضون) والأعضاء الإداريون ودافعو الضرائب.[12]

### التغييرات من الدرجة الأولى والثانية
يعمل علماء نفس المجتمع في القضايا الاجتماعية، لذلك هم يعملون في كثير من الأحيان باتجاه التغيير الاجتماعي الإيجابي. فرّق واتزلاويك وغيره من علماء النفس في عام 1974 بين التغيير من الدرجة الأولى والتغيير من الدرجة الثانية، وكيف غالبًا ما يكون التغيير من الدرجة الثانية هو محور علم نفس الجماعة.
- التغيير من الدرجة الأولى: تغيير إيجابي للأفراد في البيئة في محاولة لإصلاح مشكلة ما.

- التغيير من الدرجة الثانية: الاهتمام بالأنظمة والتراكيب الموجودة في المشكلة لضبط التكيف بين الشخص وبيئته.

وكمثال على كيفية اختلاف هذه الأساليب، لنفكّر في التشرد. سيكون التغيير من الدرجة الأولى في إصلاح مشكلة التشرد عبر توفير ملجأ لشخص واحد أو أكثر من المشردين. أما التغيير من الدرجة الثانية سيكون عبر معالجة القضايا السياسية المتعلقة بتوفير المساكن قليلة التكلفة للمشردين.

### الوقاية وتعزيز الصحة
يشدد علم نفس الجماعة على مبادئ واستراتيجيات تهدف إلى منع المشاكل الاجتماعية والعاطفية والسلوكية وتعزيز الصحة والعافية على المستويين الفردي والجماعي، المقتبسة من الصحة العامة والطب الوقائي بدلًا من نموذج العلاج الطبي غير الفعال القائم على أسلوب الانتظار. يُشدد التركيز بشكل خاص على الوقاية الشاملة والانتقائية والأولية أو الثانوية (الكشف والتداخل المبكرين). كانت مساهمات علم نفس الجماعة في علوم الوقاية جوهرية للغاية بما في ذلك تقييم برنامج الميزة الأسبقية وتطويره.

### التمكين
أحد أهداف علم نفس الجماعة هو تمكين الأفراد والجماعات المهمشة من قبل المجتمع.
أحد تعاريف هذا مصطلح هي أنه «عملية جارية مقصودة مركزة حول الجماعة المحلية، وتتضمن وجود احترام متبادل، وتفكير ناقد، واهتمام، ومساهمة المجموعات، وهذا من خلال حصول الناس الذين يفتقدون للمشاركة العادلة للمصادر على قدرة أكبر للوصول والتحكم بهذه المصادر» (مجموعة كورنيل للتمكين).
أما تعريف لابابورت عام 1984: «يُنظر إلى التمكين على أنه عملية أو آلية يقوم بها الناس والمنظمات والجماعات لكسب السلطة على حياتهم»
بينما نال التمكين مرتبةً هامة في أبحاث وأدب علم نفس الجماعة، انتقد البعض استخدامه.